# Мововбивство

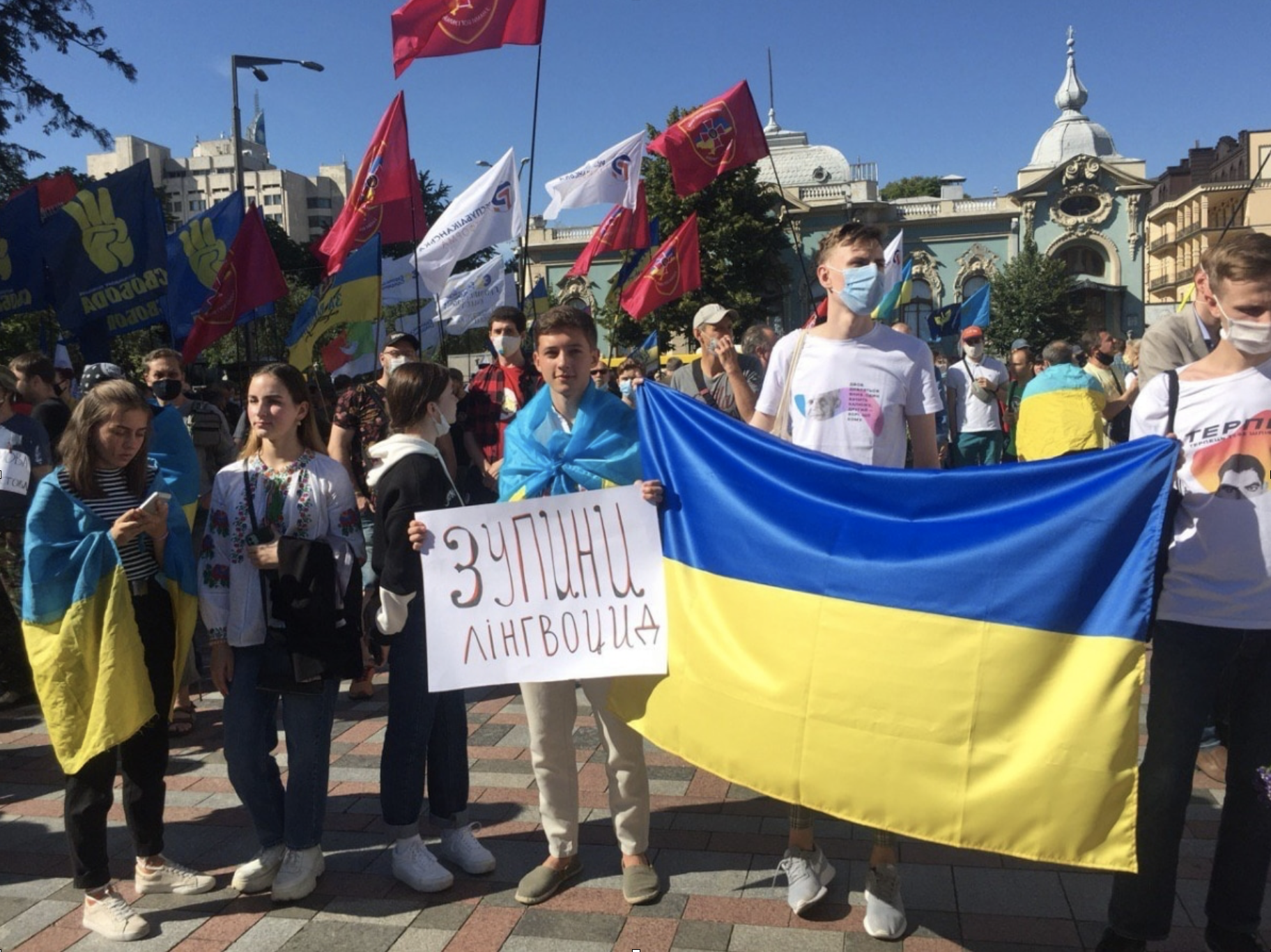
Молодь на акції «Зупини лінгвоцид!».

Мововби́вство, також лінгвоци́д (лат. lingua — мова i лат. -cidium — вбивство) — свідоме, цілеспрямоване нищення певної мови як головної ознаки етносу — народності, нації. Лінгвоцид спрямовується насамперед проти писемної форми мовлення. Кінцева мета лінгвоциду є не геноцид, тобто фізичне винищення певного народу, а етноцид — ліквідація цього народу як окремої культурно-історичної спільноти, винародовлення етносу.
Лінгвоцид є передумовою масової денаціоналізації та манкуртизації: без нього неможлива втрата народом історичної пам'яті, етнічного імунітету, національної самототожності, а без цього, своєю чергою, не може відбутись асиміляція — поглинання одного народу іншим. Ось чому поневолювачі ніколи не забували про необхідність нищення мови поневолених народів.
Лінгвоцид мав і має місце фактично в усіх поліетнічних утвореннях, багатонаціональних державах, де стикаються інтереси панівного і поневолених народів. Форми лінгвоциду можуть бути жорстокими чи поміркованими, відвертими чи закамуфльованими, однак це не змінює ні суті, ні кінцевої мети лінгвоциду.

## Приклади лінгвоциду в світовій історії
- В окупованій іспанськими фашистами Каталонії один із перших заходів режиму Франко стосувався до каталанської мови. Було заборонено викладати цю мову в школах і вузах, публікувати нею газети, журнали і книги, правити Службу Божу, листуватись, розмовляти в робочий час, називатись каталанськими іменами, вживати рідні географічні назви, у тому числі слово «Каталонія».
- Лінгвоцид української мови в Російській імперії[6], Радянському Союзі[7] та під час російського вторгнення в Україну.
- Лінгвоцид білоруської мови в Російській імперії, Радянському Союзі та під час російської окупації Білорусі.
- Лінгвоцид удегейської мови в СРСР.

## Лінгвоцид української мови за радянської доби
У Радянській Україні з початком більшовицької політики коренізації українська мова зазнавала певної, хоча і неоднозначної підтримки. Йосип Сталін від самого початку оголосив коренізацію як тимчасову політику на одному рівні з новою економічною політикою. Одночасно з політикою українізації більшовицька влада завзято боролася з українською інтелігенцією, прикладом чого є справа "Спілки визволення України" (1929) та ліквідація у 1920–30-х роках більшовицькою владою фактично всього українського духовенства і численних активістів УАПЦ. 
У 1927 році більшовицька влада за керівництвом народного комісара освіти УСРР Миколи Скрипника влаштувала Харківську правописну конференцію, метою якої було створення загальноприйнятних правописних норм. 1928 року Скрипник ухвалив результати конференції, але вже 1933 більшовицька влада не лише скасувала скрипниківку (зокрема, вилучивши літеру ґ), а й цілком замінила політику українізації тотальним терором проти всього українського. Посились арешти, згодом убивства українських інтелектуалів, знищення мільйонів носіїв української мови Голодомором, колективізація з розкуруленням і виселенням українських селян за межі України. Функціональність української мови була значно обмежена на користь російської. 
Інститут української наукової мови було ліквідовано у 1930 році.  З приїздом в Україну сталінського емісара П. П. Постишева (січень 1933), самогубством народного комісара освіти Миколи Скрипника (липень 1933) і фактичним переходом комісаріату освіти в руки Андрія Хвилі попередню словникарську діяльність Академії Наук проголосили шкідницькою, співробітників академічних лексикографічних інституцій усунули з праці і в переважній масі виарештували, а видані перед тим словники вилучили з ужитку.
Іншим засобом інформаційної політики лінгвоциду української мови було приниження її статусу як і українського народу загалом. Як зауважує Ярослав Радевич-Винницький, за українською мовою закріплювали стереотипи селянської, мужицької, колгоспної, наріччя російської, діалекту польської, непридатної для науки, освіти, мистецтва, військової справи, спорту тощо. Використання українських слів у російськомовному середовищі набуло іронічно-зневажливого підтексту. Крім того за СРСР діяла політика перемішування народів, за якою українців масово заохочували освоювати цілинні землі за межами України, натомість в Україну надсилали робітників різних сфер з інших республік.
Іншим прикладом лінгоциду української мови в СРСР були зміни у шкільній освіті. Відбувалось постійне зменшення українських шкіл у містах, залишались лише у селах. Особливо це торкнулось Східної України. Якщо 1932/1933 навчальному році 79 % школярів Донеччини навчалося українською мовою, то у 1945/1946 навчальних роках кількість українських шкіл уже становила 66 %. У Донецьку на межі 1960—1970 років закрили останню школу та дитячий садок з українською мовою навчання. Станом на 1989 рік із 1217 шкіл Донецької області з українською мовою навчання залишилося тільки 105 (8,7 %), це були сільські малокомплектні школи, в яких навчалося 2,3 % учнів області.  Упродовж реформи освіти в СРСР 1958—1964 років у школах було збільшено кількість годин на вивчення російської мови та літератури, одночасно зменшено кількість годин на вивчення української мови. Предмет "українська мова та література" були вилучені з навчальних програм у школах з польською, молдовською та угорською мовами навчання, а залишені предмети "російська мова та література", "рідна мова та література".
У Радянській Україні в 1960-х роках літературний рух шістдесятників, які боролися за права української, зазнавав переслідування; у творі "Інтернаціоналізм чи русифікація" Іван Дзюба влучно вказав на утиски української мови в СРСР. Хвиля русифікації ще посилилася, коли 1972 1-м секретарем ЦК КПУ став Валентин Щербицький, який суттєво сприяв русифікації під кремлівським гаслом "злиття націй". 

## Лінгвоцид на тимчасово окупованих територіях України
Акти лінгвоциду української мови на окупованих російською владою територіях з 2014 року супроводжуються погрозами, залякуванням, застосуванням фізичної сили, психологічного тиску, обмеженням волі, викраденням, тортурами, вбивствами, іншими злочинами проти українців. Від імені окупаційних адміністрацій можуть видаватися і поширюватися незаконні акти і документи, що містять докази лінгвоциду:
- використання окупаційними адміністраціями лише російської мови для інформування громадян;
- примус до використання російської мови, заборона використання державної мови в публічних комунікаціях, при спілкуванні громадян з представниками окупаційних адміністрацій та з іншими людьми;
- застосування лише російської мови як мови інформації для загального ознайомлення та реклами (оголошення, таблички, вивіски, покажчики, зовнішня та інша реклама тощо), демонтаж чи пошкодження носіїв інформації для загального ознайомлення і реклами, виконаних державною мовою;
- створення перешкод, примусове припинення, заборона діяльності ЗМІ, інтернет-ресурсів, що надають інформацію українською мовою;
- витіснення української мови як мови освітнього процесу: повне чи часткове переведення закладів освіти на російську мову навчання, скасування чи зменшення обсягу викладання української мови та літератури як предметів;
- примус до використання російської мови, заборона використання української мови при проведенні публічних заходів, у т.ч. культурно-мистецьких та просвітницьких;
- обмеження доступу, заборона поширення, знищення  літератури, друкованої продукції українською мовою;
- примус до використання російської мови у сфері обслуговування, у т. ч. при наданні інформації про товари і послуги, при наданні медичної допомоги, послуг транспорту та зв’язку тощо;
- інші дії, спрямовані на звуження сфери функціонування української мови.

19 лютого 2021 року на пресконференції “Становище державної та кримськотатарської мов на тимчасово окупованих територіях України” Уповноважений із захисту державної мови Тарас Кремінь презентував Огляд щодо обмеження функціонування державної мови на тимчасово окупованих територіях України. В огляді наведені факти, що свідчать про здійснення Російською Федерацією на окупованих нею районах Донецької та Луганської областей, Автономної Республіки Крим, м. Севастополя цілеспрямованої політики винищення державної мови з усіх сфер суспільного життя, позбавлення права громадян на користування, вивчення та навчання українською мовою, дискримінацію та репресії щодо осіб, які публічно проявляють свою українську національну ідентичність, зокрема через спілкування українською мовою.
24 лютого 2022 року з повномасштабним вторгненням Росії на територію України, російські військові розпочали системно застосовувати політики лінгвоциду.
Факти витіснення української мови з усіх сфер суспільного життя зафіксовані на територіях, які перебували або, які перебувають у тимчасовій окупації (оточенні, блокуванні), починаючи з 24 лютого 2022 року. Це, зокрема, громади Донецької, Харківської, Луганської, Запорізької, Херсонської, Чернігівської, Київської областей. Явище лінгвоциду охопило різні сфери — освіту, культури, телебачення і радіомовлення, друковані ЗМІ, документообіг, зовнішня реклама тощо. 
Акти лінгвоциду української мови завжди супроводжуються погрозами, залякуванням, застосуванням фізичної сили, психологічного тиску, обмеженням волі, викраденням, тортурами, вбивствами, іншими злочинами проти українців. Від імені окупаційних адміністрацій можуть видаватися і поширюватися незаконні акти і документи, що містять докази лінгвоциду.
13 жовтня, на Міжнародній конференції Європейської федерації мовних інституцій (EFNIL) "Мова та міграція" Уповноважений із захисту державної мови Тарас Кремінь повідомив, що Секретаріатом Уповноваженого зафіксовано понад 200 фактів лінгвоциду української мови.
У 2024 році було оголошено рішення Міжнародного Суду в Гаазі за позовом України проти Росії від 2017 року, щодо застосування міжнародної Конвенції про ліквідацію усіх форм расової дискримінації та Міжнародної Конвенції про боротьбу з фінансування тероризму, згідно з яким було частково задоволено позов української сторони зокрема щодо лінгвоциду на півострові Крим:
- Росія не провела необхідного розслідування звинувачень у причетності до тероризму представників самопроголошених ”ДНР” та “ЛНР”, які висувала Україна, і таким чином порушила конвенцію про боротьбу з фінансуванням тероризму;
- Росія винна у порушенні прав етнічних українців у Криму, оскільки після анексії півострова різко впала кількість учнів, які навчаються українською мовою.